# Chery Arrizo 5

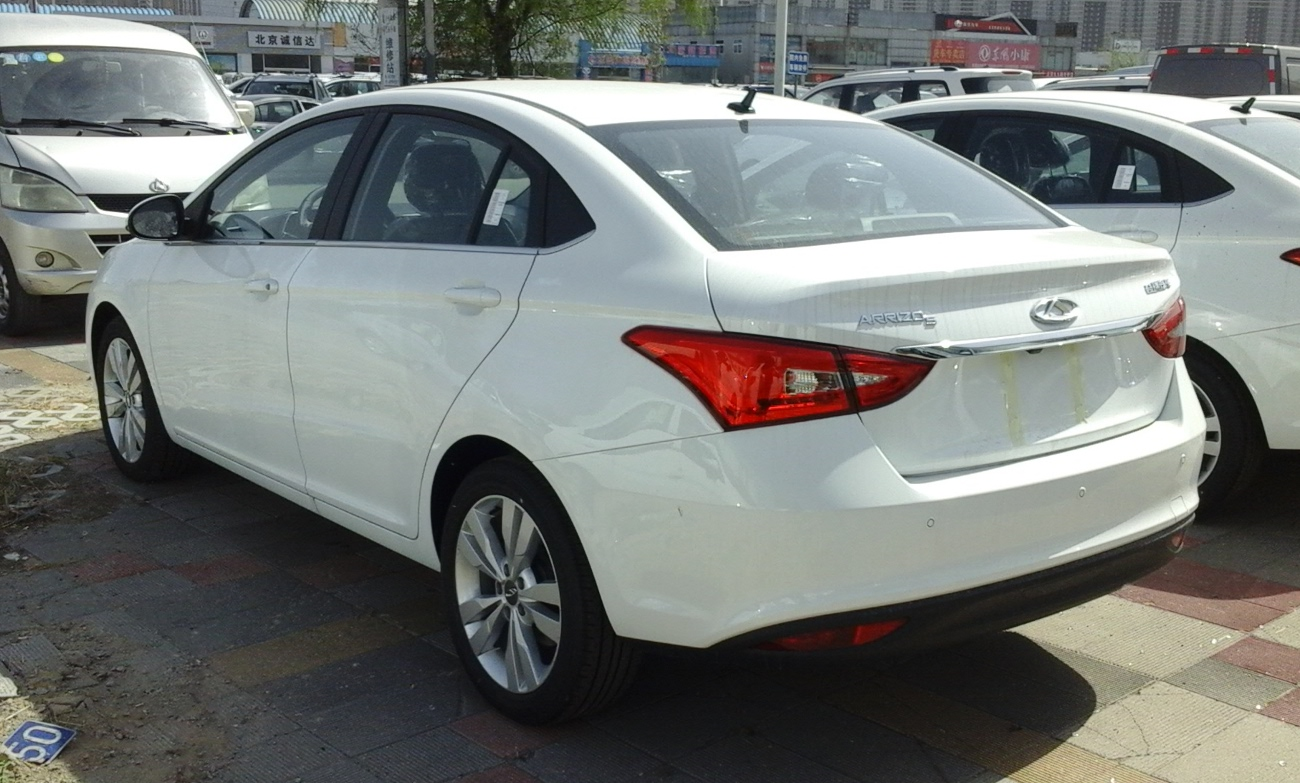
Heckansicht

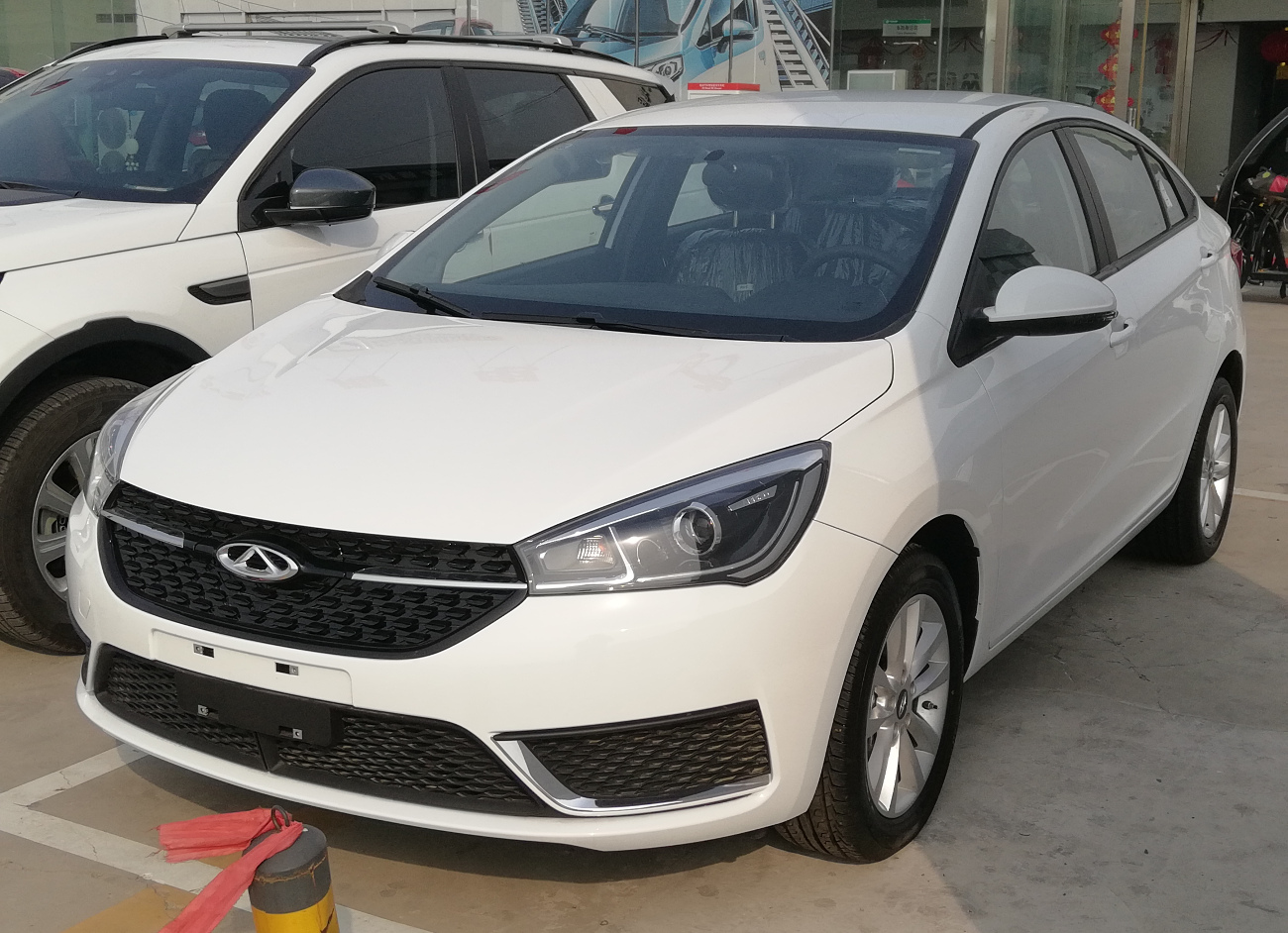
Arrizo 5e

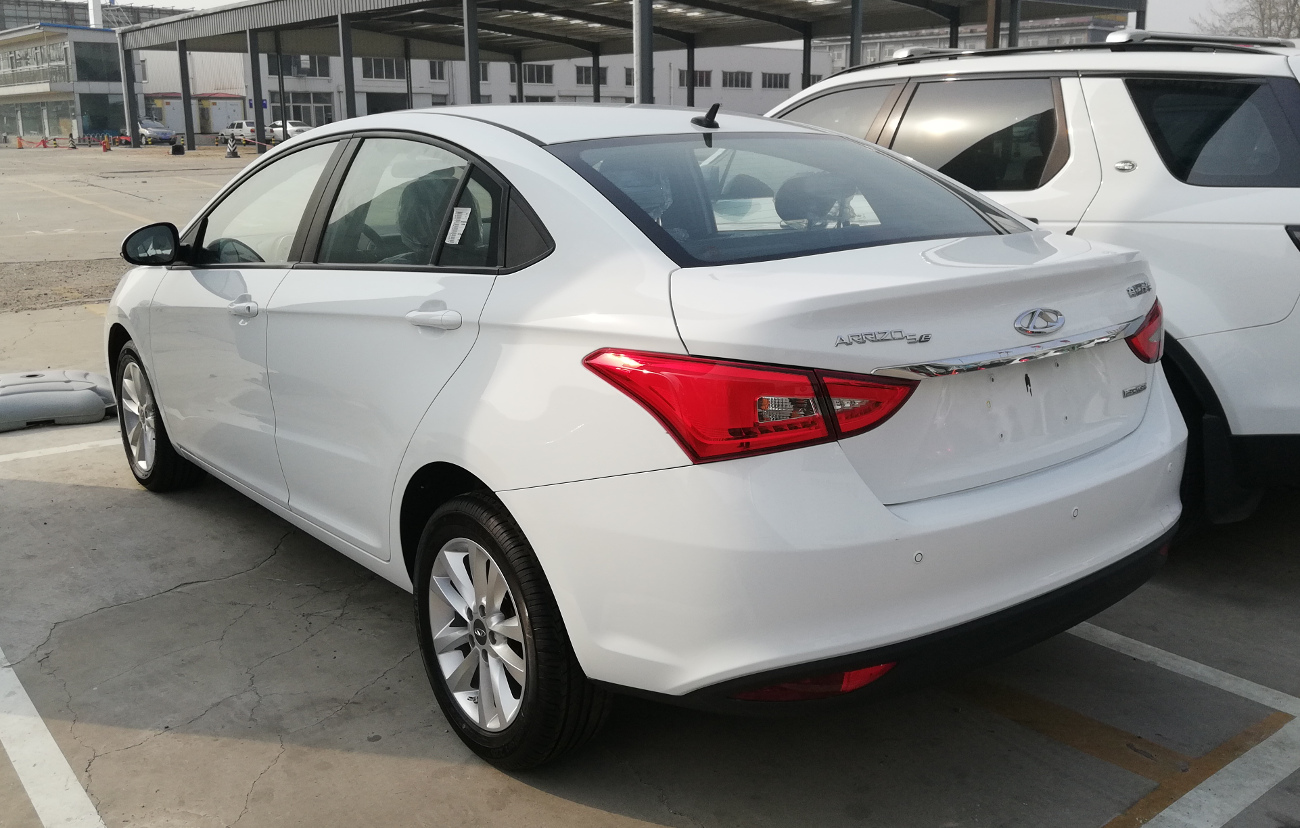
Heckansicht

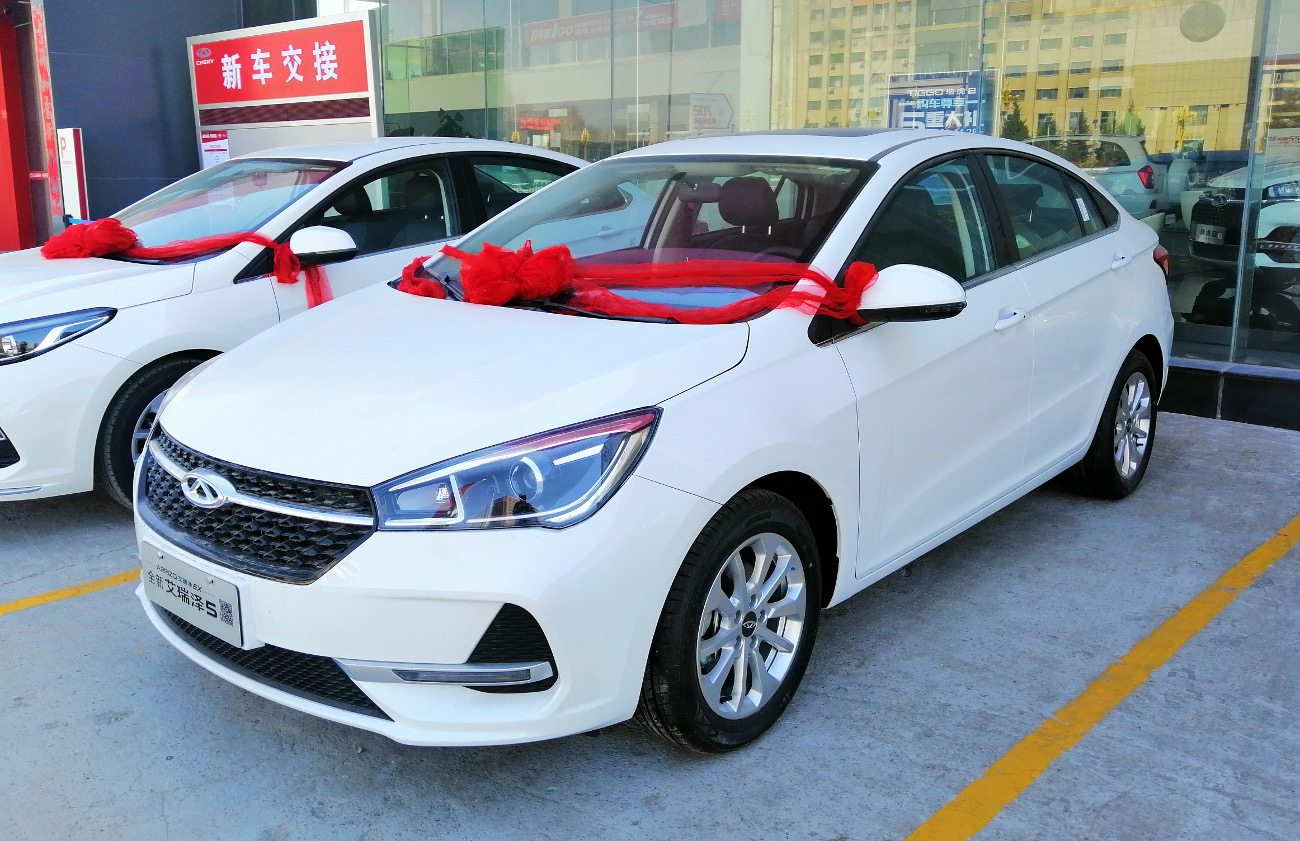
Arrizo EX

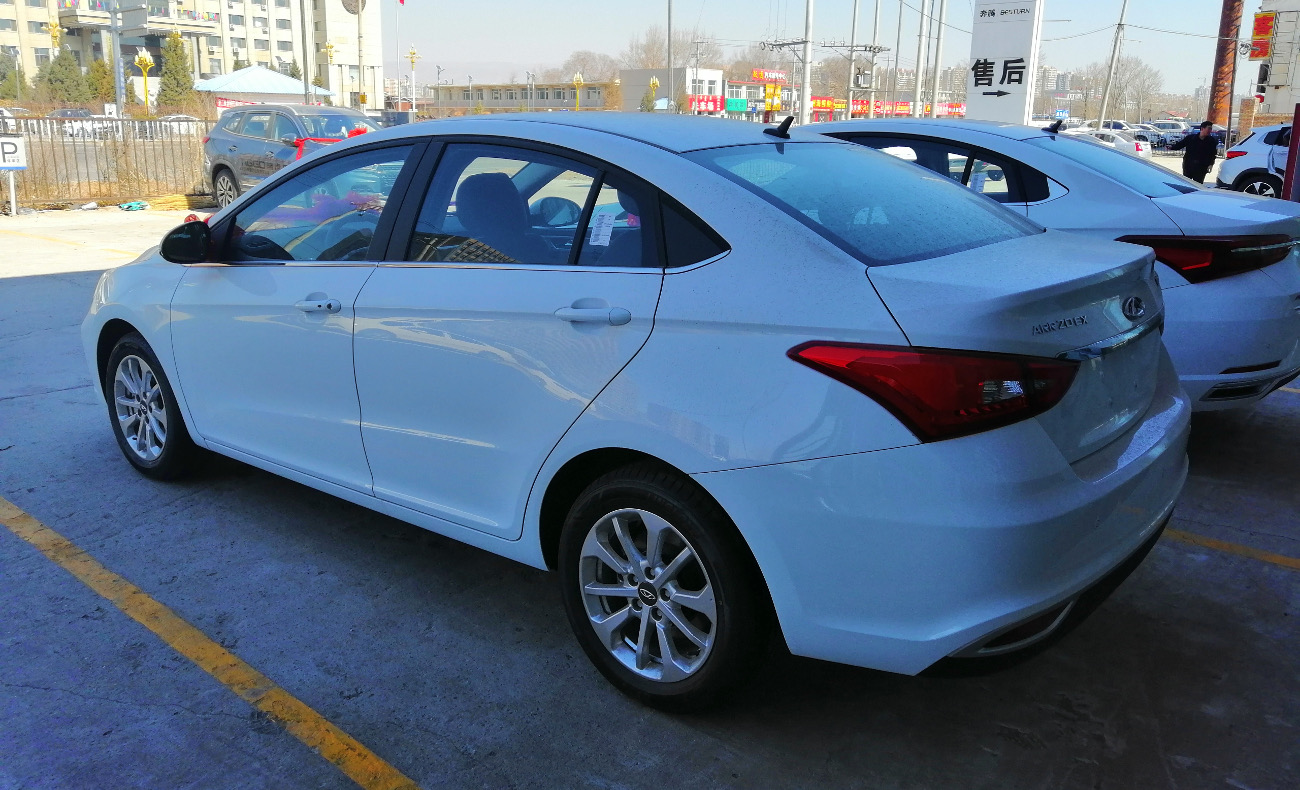
Heckansicht

Der Chery Arrizo 5 (zwischenzeitlich Chery Arrizo EX) ist eine Stufenheck-Limousine des chinesischen Automobilherstellers Chery Automobile, die auf der Guangzhou Auto Show im November 2015 vorgestellt wurde und seit Anfang 2016 in China verkauft wird. Das Fahrzeug ist zwischen dem Chery Arrizo 3 und dem Chery Arrizo 7 platziert. Neben China wird es auch in Südamerika, Iran, den Vereinigten Arabischen Emiraten und in Saudi-Arabien vermarktet.

## Modellgeschichte
Bevor der Arizzo 5 als Serienversion präsentiert wurde, wurden zwei Konzeptfahrzeug präsentiert die dessen Design vorwegnahmen: der Concept Alpha auf der Auto China 2014 und der Concept Alpha 5 auf der Auto Shanghai 2015.

## Arrizo 5e
Seit August 2017 wird das Fahrzeug auch als Elektroauto Arrizo 5e angeboten. Bei diesem übernimmt den Antrieb ein 90 kW (122 PS) starker Elektromotor, der die Limousine in 10,8 Sekunden auf 100 km/h beschleunigt. Die Höchstgeschwindigkeit des Fahrzeugs gibt Chery mit 151 km/h an, die elektrische Reichweite beträgt 410 Kilometer.

## Technische Daten
Den Antrieb übernahm zum Marktstart ein 1,5-Liter-Ottomotor mit einer Leistung von 85 kW (116 PS). Der Motor kann auch mit einem stufenlosen Getriebe kombiniert werden. Am 20. März 2017 kam mit dem Arrizo 5 Sport eine leistungsstärkere Version mit Turboaufladung in den Handel.
|                                            | 1.5                       | 1.5                       | 1.5                       | 1.5T Sport                | 1.5T Sport             | 5e                   |
| ------------------------------------------ | ------------------------- | ------------------------- | ------------------------- | ------------------------- | ---------------------- | -------------------- |
| Bauzeitraum                                | 03/2016–06/2021           | 06/2019–10/2023           | seit 10/2023              | 03/2017–03/2022           | 06/2020–01/2021        | seit 08/2017         |
| Motorkenndaten                             |                           |                           |                           |                           |                        |                      |
| Motorart                                   | Ottomotor                 | Ottomotor                 | Ottomotor                 | Ottomotor                 | Ottomotor              | Elektromotor         |
| Motorbauart                                | R4                        | R4                        | R4                        | R4                        | R4                     | Elektromotor         |
| Motoraufladung                             | —                         | —                         | —                         | Turbolader                | Turbolader             | —                    |
| Hubraum                                    | 1499 cm³                  | 1499 cm³                  | 1498 cm³                  | 1499 cm³                  | 1498 cm³               | —                    |
| max. Leistung bei min−1                    | 85 kW (116 PS) / 6150     | 85 kW (116 PS) / 6150     | 88 kW (120 PS) / 6300     | 108 kW (147 PS) / 5500    | 115 kW (156 PS) / 5500 | 90 kW (122 PS)       |
| max. Drehmoment bei min−1                  | 141 Nm / 3800             | 143 Nm / 4000             | 148 Nm / 4900             | 210 Nm / 1750–4000        | 230 Nm / 1750–4000     | 276 Nm               |
| Kraftübertragung                           |                           |                           |                           |                           |                        |                      |
| Antrieb                                    | Vorderradantrieb          | Vorderradantrieb          | Vorderradantrieb          | Vorderradantrieb          | Vorderradantrieb       | Vorderradantrieb     |
| Getriebe, serienmäßig                      | 5-Gang-Schaltgetriebe     | 5-Gang-Schaltgetriebe     | 5-Gang-Schaltgetriebe     | 5-Gang-Schaltgetriebe     | 5-Gang-Schaltgetriebe  | einstufiges Getriebe |
| Getriebe, optional                         | (Stufenloses Getriebe)    | (Stufenloses Getriebe)    | (Stufenloses Getriebe)    | (Stufenloses Getriebe)    | —                      | —                    |
| Messwerte                                  |                           |                           |                           |                           |                        |                      |
| Höchstgeschwindigkeit                      | 185 km/h (180 km/h)       | 185 km/h (180 km/h)       |                           | 195 km/h (190 km/h)       |                        | 151 km/h             |
| Beschleunigung, 0–100 km/h                 | 12,4 s (13,1 s)           |                           |                           | 9,5 s                     |                        | 10,2 s               |
| Kraftstoffverbrauch auf 100 km, kombiniert | 5,7 l Super (5,9 l Super) | 6,8 l Super (6,9 l Super) | 6,4 l Super (6,6 l Super) | 5,9 l Super (6,3 l Super) |                        | —                    |
| Leergewicht                                | 1265 kg (1297 kg)         | 1280 kg (1321 kg)         | 1221 kg (1249 kg)         | 1335 kg (1372 kg)         | 1316 kg                | 1580 kg              |
| Tankinhalt                                 | 48 l                      | 48 l                      | 48 l                      | 48 l                      | 48 l                   | —                    |

- Werte in runden Klammern für Modelle mit stufenlosem Getriebe